# Georgi Nemsadze
Georgi Nemsadze (né le 10 mai 1972) est un footballeur géorgien au poste de milieu de terrain. Il détient le record du nombre de sélections en équipe de Géorgie avec 69 matches entre 1992 et 2004. Il a évolué notamment à Trabzonspor, aux Grasshopper Zürich, à Reggiana et à Dundee.